# 烏腳病
烏腳病（英語：blackfoot disease）為1950年代末期，台灣西南沿海地區特有的末梢動脈阻塞疾病，因患者雙足發黑而得名，臺語俗稱烏焦蛇 (oo-ta-tsuâ)。烏腳病的病理屬一種慢性閉塞性動脈疾病，後期可有因足部壞疽而自然脫落（特發性脫疽）的特殊表徵。病理切片可分為兩型：閉塞性動脈硬化型、血栓閉塞性血管炎型。
烏腳病流行地區，以八掌溪下游南北兩岸的嘉義縣布袋鎮、義竹鄉及臺南縣學甲鎮、北門鄉（今臺南市學甲區、北門區）等4四個濱海鄉鎮案例最多。
烏腳病很早就確定為飲用深井水有關，隨著自來水普及後病患已大幅減少。當地深井水中含有高量砷，被懷疑是可能之致病因，然烏腳病其真正致病原因仍未明確，據臨床研究、文獻報告、病理組織、流行病學、動物實驗以及生物統計學顯示可能與井水中的砷中毒，螢光物質（fluorescent compounds）、土壤中的腐質酸（humic acid）、麥角生物鹼或其他營養遺傳基因等生態循環有關聯。
台灣西南沿海地區的烏腳病在近年已漸控制和遺忘，但40年後（1996年）又在宜蘭縣頭城鎮與五結鄉沿海發現地下井水含砷量過高，出現20餘例疑似烏腳病的病人。此外，由於菲律賓、蒙古、羅馬尼亞、智利、阿根廷及墨西哥等地工業污染河川，居民改飲含砷井水，導致其他地區產生亦產生烏腳病類似案例。

## 背景
北門、學甲、布袋、義竹等鄉鎮彼此毗鄰，皆位於八掌溪出海口附近，其土壤帶有甚高的鹽。
由於近海，淺層井水質過鹹不適飲用。當地居民遂掘深井，引進一種以粗徑竹筒連接打入地下約深度100~200米 ，汲取低鹽分的深層地河水飲用。然而，此種深井水經研究發現，砷含量竟高達0.4至0.6ppm，遠超過臺灣官方標準──0.005ppm以下。亦證明烏腳病與其他相關皮病變，都是慢性砷中毒引起之不同病徵。
至於砷為何存於地下水中則未有定論，可能是自然即有。自來水普及後，烏腳病不再發生。

## 起源
烏腳病早在日治時期1920年即有零星案例，稱為「自發性脫疽症」。惟當時患者不多、醫療設施落後，未引起注意。直至第二次世界大戰後1954年才由高聰明、高上榮兩位學者，以「特發性脫疽」發表於醫學雜誌。
但真正引發政府衛生部門注意的關鍵，是1956年所傳出臺南縣安定鄉（今臺南市安定區）「復榮村」所傳出之怪病。當時全村553人中，有490人出現皮膚色素沉著過多，及角化現象，比例達九成以上。政府最終以集體遷村至3公里外，新建「大同村」。而隨著1958年起媒體開始跟進報導，此後醫學界方投入研究，例如臺大醫院及公共衛生研究所，組團下鄉進行調查，並於臺大醫院外科病房設有六床烏腳病患者的免費病床。
1960年5月30日，芥菜種會創辦人孫理蓮在台南北門鄉設立基督教芥菜種會北門免費診所(又名「憐憫之門」)，治療烏腳病患者，其免費診所起初設在王金河診所，由「台灣烏腳病之父」王金河出力，孫理蓮出錢，謝緯醫師也每週從埔里來為病患動手術，三人開始近25年的醫療服務，孫理蓮、王金河及謝緯因此被稱為臺灣早期烏腳病醫療的「鐵三角」。期間免費診所最高紀錄曾收容80多人，病患大多來自烏腳病最猖獗的布袋、北門、學甲及義竹四地區。

## 症狀
烏腳病可以簡略歸類一種地區性、流行性的血管疾病。
初期由於四肢末端血液不流通，無法獲得足夠之營養及氧氣，皮膚會變成蒼白或紫紅色。患者會感到末端麻痺、發冷及發紺等症狀，若受壓迫就會產生刺痛感，有時亦會間歇性跛行等。
病情更進一步會造成靜止組織的營養缺乏，產生劇烈的疼痛。其疼痛程度可讓活人生不如死－痛到顏面變形、身體扭曲、在地上打滾。此時症狀為趾部發黑、潰爛、發炎，甚至造成壞疽再自然脫落。嚴重者發炎區域會擴散，腳組織可能悉數壞死，只能以手術切除。此外亦有手指罹症的案例，尤以成人居多。

### 流行分級
臺大教授陳拱北將烏腳病流行分級訂為三級（1~3），並據此擬定防治策略：
- 第一級：若沒有烏腳病個案，也未發現砷中毒皮膚症狀者，僅砷含量超過0.35ppm，則為第一度流行地區。這裡不一定會有烏腳病例產生，但可能性極高，須儘早展開防治工作，防患於未然。
- 第二級：若是地下含砷量已達0.35ppm，但未發現病例，僅出現慢性砷中毒皮膚病徵兆的個案，或沒有類此症狀，僅少烏腳病例，則可列為第二度流行地區。在這些地方，砷的危害才剛開始，若及時展開防治行動，或可避免傷害持續擴大。
- 第三級：若地下水含砷量超過0.35ppm，且出現中毒病例及發現兒童有慢性砷中毒皮膚症狀者，即列為第三度流行區，此時傷害已然造成，防治為時已晚，應致力於尋求補救之道。

## 治療方式
昔日對於烏腳病的治療方式：
- 内科採用藥物治療，如止痛藥、防止血小板凝聚或血管擴張劑等。
- 外科以截趾、截肢或局口傷口治癒為主，有些病患術後仍有燒灼、刺痛或發冷的感覺，須再次截除。然而此術會造成病患殘廢，日漸改用抗血栓藥品及前列腺素治療，有顯著成效。

近年外科則有腰部交感神經切除術、深股動脈整型術等新療法。

## 著名人物
- 王金河：「台灣烏腳病之父」之稱，成立王金河診所奉獻50年，在基督教芥菜種會北門免費診所治療烏腳病患長達25年。
- 李秀綢：15歲就來到北門鄉隨王金河醫師義診的護士，堅守烏腳病工作崗位，據稱半數病患皆沐其照料。[8]
- 陳拱北：「公共衛生之父」之稱，臺大教授，制訂烏腳病流行分級標準，分為三級。
- 曾文賓：調查嘉南烏腳病與飲水砷含量有關，並將烏腳病臨床診斷標準予以統一判定，提高與其他疾病之鑑別度。
- 孫理蓮：基督教芥菜種會創辦人，於台南北門設立基督教芥菜種會北門免費診所，提供診所的營運費用。
- 謝緯：「臺灣史懷哲」之稱，每星期自南投縣到基督教芥菜種會北門免費診所義診，為烏腳病患動手術。

## 著名機構
- 基督教芥菜種會北門免費診所
- 台灣烏腳病醫療紀念館 （页面存档备份，存于）

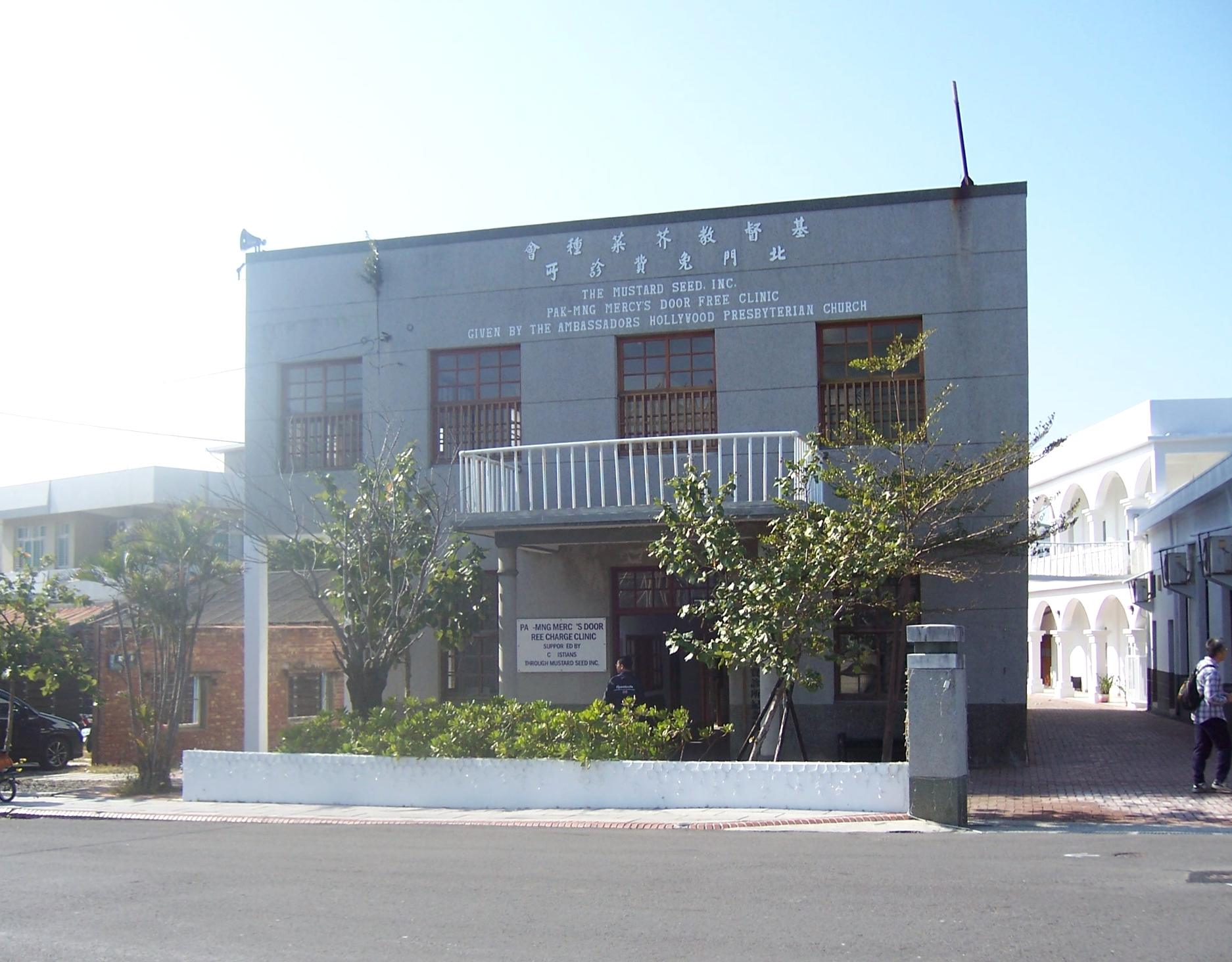
基督教芥菜種會北門免費診所，現為台灣烏腳病醫療紀念園區的一部分
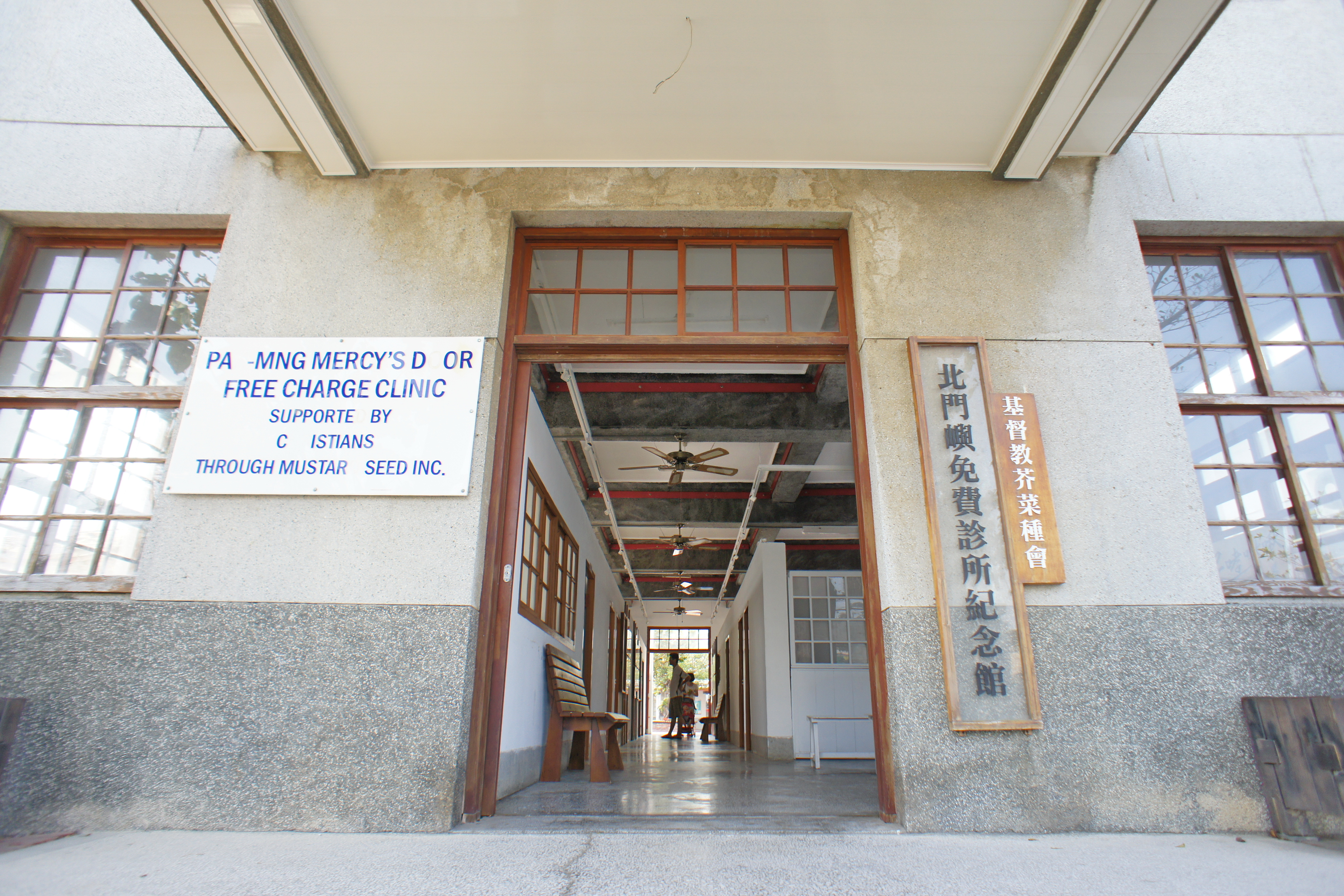
基督教芥菜種會「北門憐憫之門免費診所」，現改為北門嶼免費診所紀念館
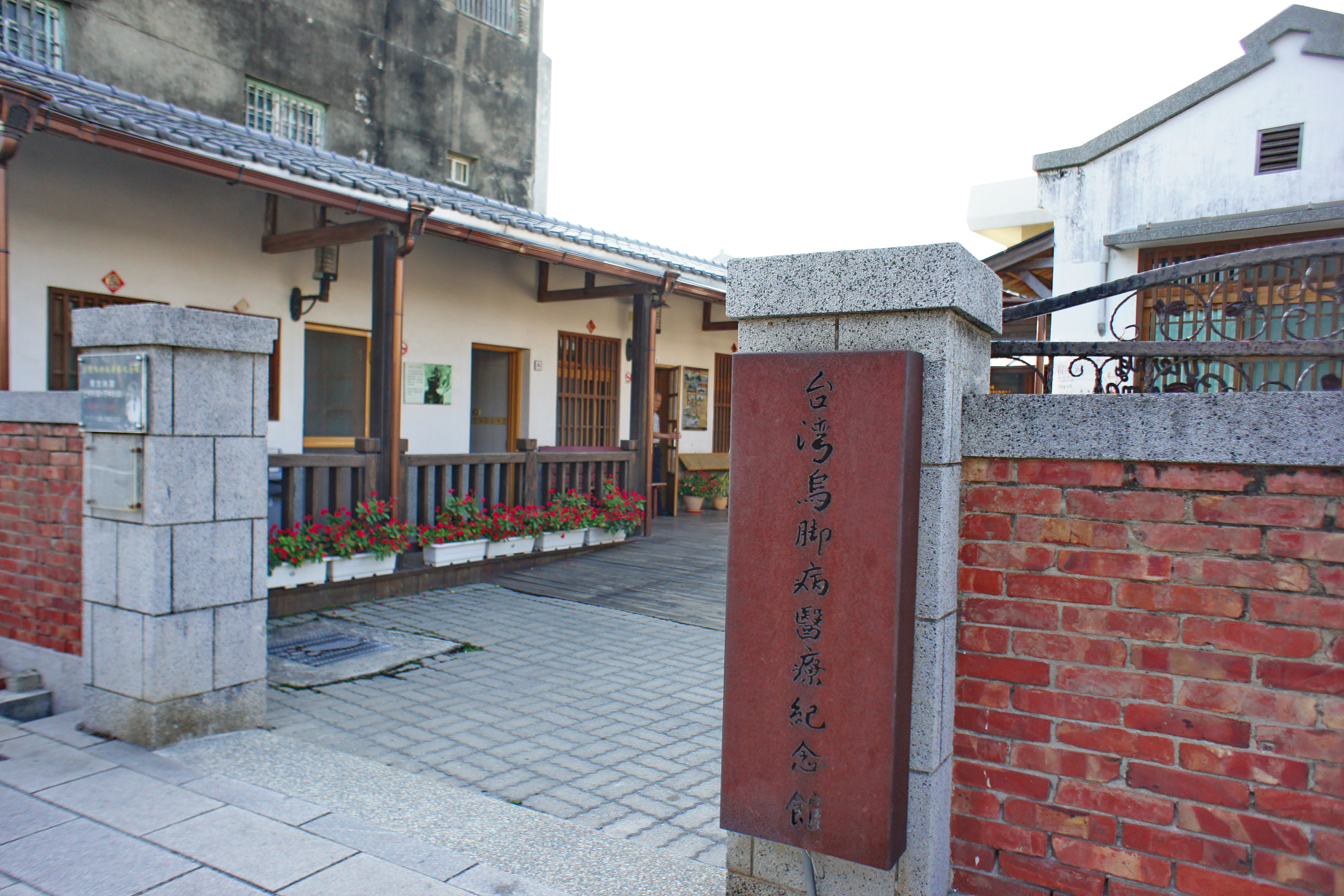
台灣烏腳病醫療紀念館的正門

## 相關
文學作品
- 電影《一隻鳥仔哮啾啾》
- 小說（楊青矗）

其他
- 偏亚砷酸钠

## 外部連結
- 烏腳病新知 （页面存档备份，存于）